# La Teste-de-Buch
La Teste-de-Buch là một xã thuộc quận Arcachon, tỉnh Gironde, thuộc vùng hành chính Nouvelle-Aquitaine của nước Pháp, có dân số là 22.970 người (thời điểm 1999). Thành phố nằm cạnh bờ nam của Bassin d´Arcachon.
La Teste-de-Buch nổi tiếng nhờ có Dune du Pilat, cồn cát lớn nhất châu Âu.

## Khí hậu
| Dữ liệu khí hậu của La Teste-de-Buch (1961–1990) | Dữ liệu khí hậu của La Teste-de-Buch (1961–1990) | Dữ liệu khí hậu của La Teste-de-Buch (1961–1990) | Dữ liệu khí hậu của La Teste-de-Buch (1961–1990) | Dữ liệu khí hậu của La Teste-de-Buch (1961–1990) | Dữ liệu khí hậu của La Teste-de-Buch (1961–1990) | Dữ liệu khí hậu của La Teste-de-Buch (1961–1990) | Dữ liệu khí hậu của La Teste-de-Buch (1961–1990) | Dữ liệu khí hậu của La Teste-de-Buch (1961–1990) | Dữ liệu khí hậu của La Teste-de-Buch (1961–1990) | Dữ liệu khí hậu của La Teste-de-Buch (1961–1990) | Dữ liệu khí hậu của La Teste-de-Buch (1961–1990) | Dữ liệu khí hậu của La Teste-de-Buch (1961–1990) | Dữ liệu khí hậu của La Teste-de-Buch (1961–1990) |
| Tháng                                            | 1                                                | 2                                                | 3                                                | 4                                                | 5                                                | 6                                                | 7                                                | 8                                                | 9                                                | 10                                               | 11                                               | 12                                               | Năm                                              |
| ------------------------------------------------ | ------------------------------------------------ | ------------------------------------------------ | ------------------------------------------------ | ------------------------------------------------ | ------------------------------------------------ | ------------------------------------------------ | ------------------------------------------------ | ------------------------------------------------ | ------------------------------------------------ | ------------------------------------------------ | ------------------------------------------------ | ------------------------------------------------ | ------------------------------------------------ |
| Cao kỉ lục °C (°F)                               | 22.0 (71.6)                                      | 25.4 (77.7)                                      | 28.6 (83.5)                                      | 29.8 (85.6)                                      | 35.1 (95.2)                                      | 40.0 (104.0)                                     | 39.8 (103.6)                                     | 38.4 (101.1)                                     | 38.3 (100.9)                                     | 31.4 (88.5)                                      | 24.1 (75.4)                                      | 22.8 (73.0)                                      | 40.0 (104.0)                                     |
| Trung bình ngày tối đa °C (°F)                   | 10.3 (50.5)                                      | 11.9 (53.4)                                      | 13.9 (57.0)                                      | 16.2 (61.2)                                      | 19.4 (66.9)                                      | 22.7 (72.9)                                      | 25.5 (77.9)                                      | 25.2 (77.4)                                      | 23.8 (74.8)                                      | 19.6 (67.3)                                      | 14.0 (57.2)                                      | 10.8 (51.4)                                      | 17.8 (64.0)                                      |
| Trung bình ngày °C (°F)                          | 6.3 (43.3)                                       | 7.4 (45.3)                                       | 8.8 (47.8)                                       | 11.2 (52.2)                                      | 14.4 (57.9)                                      | 17.5 (63.5)                                      | 19.9 (67.8)                                      | 19.7 (67.5)                                      | 17.8 (64.0)                                      | 14.3 (57.7)                                      | 9.5 (49.1)                                       | 6.8 (44.2)                                       | 12.8 (55.0)                                      |
| Tối thiểu trung bình ngày °C (°F)                | 2.2 (36.0)                                       | 2.9 (37.2)                                       | 3.7 (38.7)                                       | 6.2 (43.2)                                       | 9.4 (48.9)                                       | 12.4 (54.3)                                      | 14.3 (57.7)                                      | 14.1 (57.4)                                      | 11.9 (53.4)                                      | 8.9 (48.0)                                       | 5.0 (41.0)                                       | 2.8 (37.0)                                       | 7.8 (46.0)                                       |
| Thấp kỉ lục °C (°F)                              | −15.7 (3.7)                                      | −13.7 (7.3)                                      | −9.6 (14.7)                                      | −3.1 (26.4)                                      | −0.4 (31.3)                                      | 3.7 (38.7)                                       | 5.0 (41.0)                                       | 5.2 (41.4)                                       | 0.8 (33.4)                                       | −4.0 (24.8)                                      | −8.4 (16.9)                                      | −12.5 (9.5)                                      | −15.7 (3.7)                                      |
| Lượng Giáng thủy trung bình mm (inches)          | 100.6 (3.96)                                     | 85.0 (3.35)                                      | 73.7 (2.90)                                      | 70.5 (2.78)                                      | 70.9 (2.79)                                      | 55.2 (2.17)                                      | 47.1 (1.85)                                      | 53.0 (2.09)                                      | 77.9 (3.07)                                      | 93.8 (3.69)                                      | 102.4 (4.03)                                     | 102.6 (4.04)                                     | 932.7 (36.72)                                    |
| Số ngày giáng thủy trung bình (≥ 1.0 mm)         | 13.6                                             | 11.8                                             | 12.2                                             | 11.2                                             | 11.1                                             | 8.0                                              | 7.0                                              | 8.3                                              | 8.4                                              | 10.5                                             | 12.4                                             | 12.4                                             | 126.9                                            |
| Số ngày tuyết rơi trung bình                     | 0.7                                              | 1.1                                              | 0.4                                              | 0.0                                              | 0.0                                              | 0.0                                              | 0.0                                              | 0.0                                              | 0.0                                              | 0.0                                              | 0.2                                              | 0.4                                              | 2.8                                              |
| Độ ẩm tương đối trung bình (%)                   | 86                                               | 83                                               | 79                                               | 77                                               | 77                                               | 77                                               | 76                                               | 77                                               | 79                                               | 84                                               | 87                                               | 88                                               | 80.8                                             |
| Số giờ nắng trung bình tháng                     | 89                                               | 110                                              | 169                                              | 198                                              | 227                                              | 247                                              | 280                                              | 253                                              | 210                                              | 165                                              | 106                                              | 86                                               | 2.140                                            |
| Nguồn: Infoclimat.fr                             |                                                  |                                                  |                                                  |                                                  |                                                  |                                                  |                                                  |                                                  |                                                  |                                                  |                                                  |                                                  |                                                  |

## Các thành phố kết nghĩa
- Schwaigern, Đức 2004
- Binghamton, Hoa Kỳ